# توماس دورست
توماس دورست (انگلیسی: Thomas Dürst؛ زادهٔ ۲۲ ژوئن ۱۹۶۷) دوچرخه‌سوار اهل آلمان است. وی در بازی‌های المپیک تابستانی ۱۹۸۸ شرکت کرده است.